# Annemarie Grewel
Annemarie Grewel (Ámsterdam, Países Bajos, 13 de junio de 1935-Ibídem, 27 de febrero de 1998) fue una política y columnista neerlandesa.En 1982 comenzó a escribir como columnista de De Groene Amsterdammer. Grewel presidía regularmente los congresos del Partido Laborista, fue electa concejal de Ámsterdam en 1986, y electa como senadora en 1995.

## Biografía
Grewel describió a su familia como judíos elitistas y bohemios. Durante la Segunda Guerra Mundial, la familia pasó a la clandestinidad. Annemarie, sus padres y su hermano sobrevivieron a la guerra. Tras la guerra, la familia adoptó a una niña huérfana que había sobrevivido el campo de concentración Bergen-Belsen.
Grewel estudió pedagogía en la Universidad de Ámsterdam y en 1963 fue nombrada asistente científica en la universidad, donde permanecería hasta 1987.Alrededor de 1960 se enamoró de una mujer, siendo homosexual abiertamente. Grewel también se volvió políticamente activa y se afilió al Partido Laborista.
Entre 1975 y 1981 Grewel fue presidenta del Consejo Universitario. Durante ese periodo, se le pidió con frecuencia que presidiera congresos del Partido Laborista. En 1982 comenzó a escribir como columnista de De Groene Amsterdammer. Al año siguiente, en 1983, Grewel fue candidata a la alcaldía de Ámsterdam, pero no fue electa.
En 1986, Grewel se presentó a las elecciones municipales de Ámsterdam y resultó electa como concejal. En 1989, fue nombrada caballero de la Orden de Orange-Nassau. En 1995, fue elegida miembro del Senado de los Países Bajos.
A Grewel le habían diagnosticado un cáncer, pero siguió desempeñando sus funciones. El 27 de febrero de 1998 falleció a los 62 años en Ámsterdam.
El 6 de marzo de 1998 se celebraron elecciones municipales en Ámsterdam, y Grewel seguía en la papeleta en el 8º puesto. A título póstumo obtuvo 2.633 votos y habría sido reelegida.

## Historia electoral
| Elección                                         | Partido             | Número de candidatura | Votos |
| ------------------------------------------------ | ------------------- | --------------------- | ----- |
| Elecciones municipales de Ámsterdam de 1986      | Partido del Trabajo | 19                    | 3,407 |
| Elecciones municipales de Ámsterdam de 1990      | Partido del Trabajo | 11                    | 2,431 |
| Elecciones municipales de Ámsterdam de 1994      | Partido del Trabajo | 8                     | 7,236 |
| Elecciones generales de los Países Bajos de 1994 | Partido del Trabajo | 58                    | 2,245 |
| Elecciones municipales de Ámsterdam de 1998      | Partido del Trabajo | 8                     | 2,633 |